# فتحية عجلان
فتحية عجلان (1954- المحرق، البحرين) شاعرة وشاعرة غنائية بحرينية. نشأت في عائلة بحرينية محافظة رفضت زواجها بالشاعر البحريني علي الشرقاوي الذي تعرفت عليه وهي في المرحلة الثانوية. أصرت فتحية على الزواج به ووافقت الأسرة على مضض.
كان زواجها بالشاعر علي الشرقاوي تأثيرا كبيرا على شعرها فقد كان أول دواوينها الشعرية «آفا يا فلان/ شمس الظهاري» ديوانا مشتركا مع زوجها الذي كان معتقلا سياسيا في ذالك الحين، لكن بداية شهرة الشاعرة فتحية عجلان كانت مع قصيدة «تصور» التي غناها الفنان عبد الله الرويشد سنة 1997 ولاقت استحسانا كبيرا.
تقول فتحية أنها كتبت تلك القصيدة بعد أن مرت بلحظات صعبة أشبه بلحظات اعتقال زوجها في فترة السبعينات، عندما حضر أشخاص إلى منزلها وقاموا بتفتيشه وبعثروا الكتب وأخذوا بعضها معهم لتحذير علي الشرقاوي من أي نشاط سياسي محتمل.

## عنها
ولدت في مدينة المحرّق في البحرين. وقد أكملت دراستها الثانوية هناك.

## أعمالها

### المجموعات الشعرية
صدرت لها المجموعات الشعرية التالية:

#### الفصيح
- 1984: أشرعة العشق
- 1988: جئت فغادرت دمي
- 1998: هوامش امرأة في الهامش

#### العاميّة
- 1983: أفا يا فلان (مجموعة عاميّة مشتركة مع الشاعر علي الشرقاوي)
- 1983: شمس الظهاري (مجموعة عاميّة مشتركة مع الشاعر علي الشرقاوي)
- 1998: خطاوي الريح (بالعاميّة)

### كتابة الأغاني
- لحن من كلماتها الفنان خالد الشيخ الأغاني التالية:

#### مع عبد الله الرويشد
- تصوّر (ألحان: خالد الشيخ)
- تذكّرني (ألحان: خالد الشيخ)
- وينك (ألحان: خالد الشيخ)
- الشوق والدمعة (ألحان: خالد الشيخ)
- هزني صوتك (ألحان: خالد الشيخ)

#### آخرون
- سيدي سليمان (محمد البلوشي)
- مجموعة من الأغاني (العنود)
- مجموعة من الأغاني (أجراس)

إضافة إلى مجموعة من الفنانين البحرينيين.

#### مقدمات المسلسلات التلفزيوينية[3]
- 1998: سعدون (كلمات المقدمة)
- 2007: الخراز (كلمات الزهيريات)
- 2012: كنة الشام وكناين الشامية (كلمات المقدمة)
- 2012: خوات دنيا (كلمات المقدمة)
- 2014: ثريا (كلمات المقدمة)
- 2015: أمنا رويحة الجنة (كلمات المقدمة)

## مشاركاتها
شاركت في مجموعة من الأمسيات الشعرية في البحرين، الكويت، الإمارات العربية المتحدة.

## عائلتها
تزوجت الشاعر علي الشرقاوي، ولها من الأولاد:
- في الشرقاوي (إعلامية، شاعرة، ممثلة)
- فيض الشرقاوي (مرشحة نيابية سابقة)
- فوز الشرقاوي (ممثلة)